# Roberto Camardiel
Roberto Camardiel (Saragozza, 29 novembre 1917 – Barcellona, 15 giugno 1989) è stato un attore spagnolo.

## Biografia
Molto attivo negli Spaghetti western, lavorò anche con Sergio Leone. Morì a Barcellona.

## Filmografia parziale
- Persecución en Madrid, regia di Enrique Gómez (1952)
- Molokai, l'isola maledetta (Molokai, la isla maldita), regia di Luis Lucia (1959)
- La contessa azzurra, regia di Claudio Gora (1960)
- Il colosso di Rodi, regia di Sergio Leone (1961)
- Marisol contro i gangster (Tómbola), regia di Luis Lucia (1962)
- Il figlio del capitan Blood, regia di Tulio Demicheli (1962)
- Perseo l'invincibile, regia di Alberto De Martino (1963)
- Sfida selvaggia (El Llanero), regia di Jesús Franco (1963)
- Solo contro tutti, regia di Antonio del Amo (1965)
- Per qualche dollaro in più, regia di Sergio Leone (1965)
- Johnny West il mancino, regia di Gianfranco Parolini (1965)
- I quattro inesorabili, regia di Primo Zeglio (1965)
- Adiós gringo, regia di Giorgio Stegani (1965)
- Murieta John (Murieta), regia di George Sherman (1965)
- I due parà, regia di Lucio Fulci (1965)
- Arizona Colt, regia di Michele Lupo (1966)
- 100.000 dollari per Lassiter, regia di Joaquín Luis Romero Marchent (1966)
- La resa dei conti, regia di Sergio Sollima (1966)
- 7 donne per i MacGregor, regia di Franco Giraldi (1967)
- Se sei vivo spara, regia di Giulio Questi (1968)
- Quel caldo maledetto giorno di fuoco, regia di Paolo Bianchini (1968)
- Un treno per Durango, regia di Mario Caiano (1968)
- Il trapianto, regia di Steno (1969)
- Arizona si scatenò... e li fece fuori tutti, regia di Sergio Martino (1970)
- La sfida dei MacKenna, regia di León Klimovsky (1970)
- Testa t'ammazzo, croce... sei morto - Mi chiamano Alleluja, regia di Giuliano Carnimeo (1971)
- Il West ti va stretto, amico... è arrivato Alleluja, regia di Giuliano Carnimeo (1972)
- Si può fare... amigo, regia di Maurizio Lucidi (1972)
- Tequila!, regia di Tulio Demicheli (1972)
- Dio in  cielo... Arizona  in  terra, regia di Juan Bosch (1972)
- Amico, stammi lontano almeno un palmo, regia di Michele Lupo (1972)
- Luca, bambino mio, regia di Tito Fernández (1972)
- L'eretica, regia di Amando de Ossorio (1975)
- La notte rossa del falco, regia di Juan Bosch (1978)
- Habibi, amor mio, regia di Luis Gomez Valdivieso (1981)